# Acetato mercurico

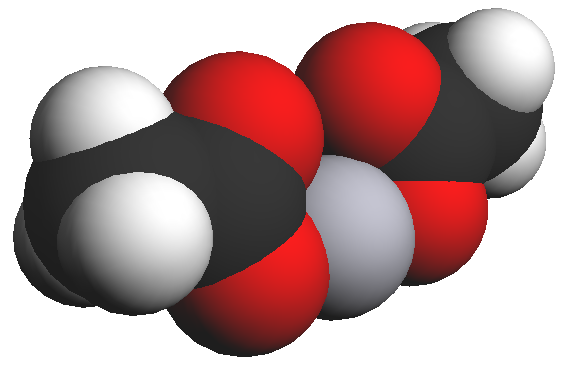
Rappresentazione tridimensionale di una molecola di acetato di mercurio

L'acetato di mercurico è il sale di mercurio (II) dell'acido acetico. A temperatura ambiente si presenta come un solido incolore dall'odore appena pungente di acido acetico. Composto fotosensibile, modestamente stabile (anche se ben conservato tende a degradarsi dando un precipitato giallo basico e sviluppando forte odore di acido acetico).
Solubilità in 100ml d'acqua: (0 °C) 25g, (19 °C) 36,4g, oltre i 100g a 100 °C con parziale decomposizione. La soluzione acquosa allo 0,2 N presenta un grado di idrolisi del 30%. La diluizione o il riscaldamento portano alla precipitazione di un composto basico giallo. Solubile in acetato di etile. Indice di rifrazione 3,286.
È un composto molto tossico per l'uomo, come tutti i composti in cui il mercurio è presente come sale, anche per inalazione e contatto con la pelle.

## Preparazione il laboratorio
HgO + 2CH3COOH = Hg(CH3COO)2 + H2O 
Una soluzione di 20g di HgO giallo in 30 ml di acido acetico al 50% è preparata in un bagno maria e successivamente filtrata a caldo. Il filtrato è raffreddato con ghiaccio. I cristalli formatisi sono asciugati al buckner e lavati con acetato di etile. Il prodotto è ricristallizzato con acetato di etile caldo o con acqua calda acidificata con acido acetico. I cristalli vengono infine essiccati su cloruro di calcio.

## Usi
Usato nella sintesi chimica sia in laboratorio che a livello industriale (sempre meno frequentemente) come mercurizzante ed ossidante. Usato per l'assorbimento dell'etilene.